# 警备区
警备区(警备司令部)是中国近代以来在重要城市或战略要地设立的军队建制单位。当下的警备区除與軍分區有共同的任務外，還擔負重要城市及戰略要地的警備任務，受当地市委、市政府雙重領導，截至2012年7月，中國人民解放軍在3個直轄市、27個省會（首府）城市、3個計劃單列市和9個地級市共設立了42個警備區。師級警備區由大校任司令，直轄市警備區则由少将任司令。

## 列表
- 1913年7月28日北洋政府派遣郑汝成率领第七、第十九两旅赴上海，组建上海警备司令部。
- 1917年8月北洋政府在北京设京畿警备司令部。
- 1925年初南京设江苏全省水陆警备司令部。
- 国民政府先后设有武汉、云南、重庆、淞沪、京沪、河西、新疆、青岛、台湾、交通等警备总司令部。
  - 淞沪警备司令部，遗址即龙华烈士陵园。1949年初扩大为京沪杭警备总司令部，辖3个兵团、2个绥靖区、首都卫戍总司令部、淞沪警备司令部、浙江警备司令部，25个军，约30余万人。

- 1932年12月，中国工农红军组建黎（川）泰（宁）警备司令部，萧劲光任司令员，领导地方武装。1933年秋以后中央苏区又相继建立了归化警备区、建宁警备区、广昌警备区等。
- 中央红军长征途中，1935年1月曾设遵义警备司令部。
- 1937年5月在陕北组成五县警备司令部（后改称富甘警备司令部），辖延安、延长、甘泉、富县、宜川等县地方武装，沿革为“延属军分区”。
- 1937年10月，成立绥德警备司令部，负责绥德专区的绥德、米脂、佳县、清涧、吴堡五县对晋西日军的河防与对陕北国民党军的警备任务。1939年底由回师陕北的八路军三五九旅兼绥德警备区。
- 1942年陕甘宁边区设立了三边警备区（警三旅兼）、绥德警备区、陇东警备区（八路军三八五旅兼）、关中警备区（警一旅兼）、延属军分区（教导第2旅兼）。

中华人民共和国成立后，在重要城市和战略要地设立了警备区。1969年11月15日，中央军事委员会决定在各省会、自治区首府和重庆、鞍山、青岛、湛江等重要城市设立警备区。
- 兵团级警备区：
  - 旅大警备区（1959年9月由第三兵团组建，1976年7月改为军级）[1]
  - 天津警备区（1949年6月成立，第20兵团兼。1953年4月改为第66军兼）
- 军级警备区：直辖市
  - 天津警备区
  - 上海警备区
  - 重庆警备区
  - 青岛警备区（1970年3月～1985年9月）
  - 烟威警备区（1978年2月～1985年9月）
  - 旅大警备区（1976年7月～1985年9月）
- 副军级警备区
  - 广州警备区（1967年4月～1976年3月）[2]
- 师级警备区：各副省级城市、省辖市

河南省辖的济源市，设立副师级的济源市人民武装部。